# Ariel Kaplan
Ariel Erin Kaplan (Johannesburgo; 4 de abril de 1994) es una actriz, cantante y bailarina sudafricana-australiana, conocida por haber interpretado a Lisa Atwood en la tercera temporada de la serie The Saddle Club, y a Imogen Willis en la serie Neighbours.

## Biografía
Ariel es hermana menor de las actrices Gemma-Ashley Kaplan y Dena Kaplan.
Estudió danza en la academia de ballet "The Jane Moore Academy" en Melbourne, Australia, también se entrenó en canto y piano con Harry Mullany.
A inicios del 2014 comenzó a salir con el actor australiano Harley Bonner, sin embargo la pareja terminó en el 2016.

## Carrera
Ariel apareció en comerciales para "Target" y "Snugfit".
En el 2006 compartió el papel de Nala en la obra de teatro The Lion King.
En el 2008 se unió al elenco de la tercera temporada de la serie infantil The Saddle Club donde interpretó a Elisabeth "Lisa" Atwood hasta el final de la serie en el 2009. Anteriormente Lisa fue interpretada por la actriz Lara Jean Marshall durante las dos primeras temporadas de la serie.
En el 2012 apareció como invitada en un episodio de la serie Tangle donde interpretó a una estudiante.
El 20 de mayo de 2013 Ariel se unió al elenco principal de la popular serie australiana Neighbours donde interpretó al joven Imogen Willis, la hija de Brad Willis (Kip Gamblin) y Terese (Rebekah Elmaloglou), y hermana gemela de Joshua Willis (Harley Bonner), hasta el 26 de abril del 2016 después de que su personaje se mudara a Los Ángeles luego de casarse con Daniel Robinson. Ariel regresó a la serie el 22 de marzo del 2019 y su última aparición fue el 1 de mayo del 2019.

## Filmografía

### Series de televisión
| Año               | Título                       | Personaje     | Notas                 |
| ----------------- | ---------------------------- | ------------- | --------------------- |
| 2013 - 2016, 2019 | Neighbours                   | Imogen Willis | 344 episodios         |
| 2017              | Trip for Biscuits            | Mindy         | episodio "Spindating" |
| 2012              | Tangle                       | Estudiante    | episodio # 3.2        |
| 2009              | John Safran's Race Relations | Lyla          | episodio # 1.5        |
| 2008 - 2009       | The Saddle Club              | Lisa Atwood   | 27 episodios          |

### Películas
| Año  | Título             | Personaje |
| ---- | ------------------ | --------- |
| 2004 | The Mischief Maker | Sottise   |
| 2011 | Shaolin            | Shengnan  |
| 2012 | Odin's Eye         | Xiaolong  |

### Apariciones
| Año | Programa        |
| --- | --------------- |
| -   | Hamish and Andy |
| -   | Skithouse       |

### Departamento de música
| Año         | Título          | Notas                  |
| ----------- | --------------- | ---------------------- |
| 2008 - 2009 | The Saddle Club | 25 episodios - artista |

### Teatro
| Año         | Obra                      | Personaje                   | Director (a)  | Teatro                     | Notas                                          |
| ----------- | ------------------------- | --------------------------- | ------------- | -------------------------- | ---------------------------------------------- |
| 2011        | Grey Gardens              | Jacqueline "Jackie" Bouvier | Roger Hodgman | -                          | junto a Pamela Rabe, Nancye Hayes & Liz Stiles |
| 2005 - 2006 | The Lion King             | Joven Nala                  | -             | -                          | -                                              |
| 2004        | Les Miserables            | Joven Cosette               | -             | Whitehorse Musical Theatre | -                                              |
| 2003        | Annie                     | Molly                       | -             | -                          | -                                              |
| 2003        | Oedipus                   | Antigone                    | -             | -                          | -                                              |
| 2003        | The Sound of Music        | Gretel                      | -             | Whitehorse Musical Theatre | -                                              |
| 2002 - 2003 | Oliver!                   | Florence                    | -             | -                          | -                                              |
| 2002        | Joseph & The Amazing Tech | -                           | -             | Whitehorse Musical Theatre | -                                              |